# Hipparchia totebrunnea
Hipparchia totebrunnea är en fjärilsart som beskrevs av Ruggero Verity 1916. Hipparchia totebrunnea ingår i släktet Hipparchia och familjen praktfjärilar. Inga underarter finns listade i Catalogue of Life.